# Meilichios

Weihrelief an Zeus Meilichios aus Piräus. Inschrift: [Κριτο]βόλη Διὶ Μειλιχίῳ

Meilichios (altgriechisch Μειλίχιος Meilíchios, deutsch ‚süß, freundlich‘) ist ein Epitheton mehrerer griechischer Götter, insbesondere des Zeus. Ob das Epitheton für einen zornig gedachten Gott, den es freundlich zu stimmen gilt, oder auf einen grundsätzlich wohlwollend gedachten Gott angewandt wurde, ist unklar, in der antiken Literatur wurden beide Möglichkeiten als Erklärung angenommen. Eine andere Bedeutung ergibt sich mit der Herleitung des Beinamens aus der semitischen Wurzel MLK (hebräisch מלך, Moloch), die ‚König sein‘ oder ‚herrschen‘ bedeutet.

## Zeus Meilichios

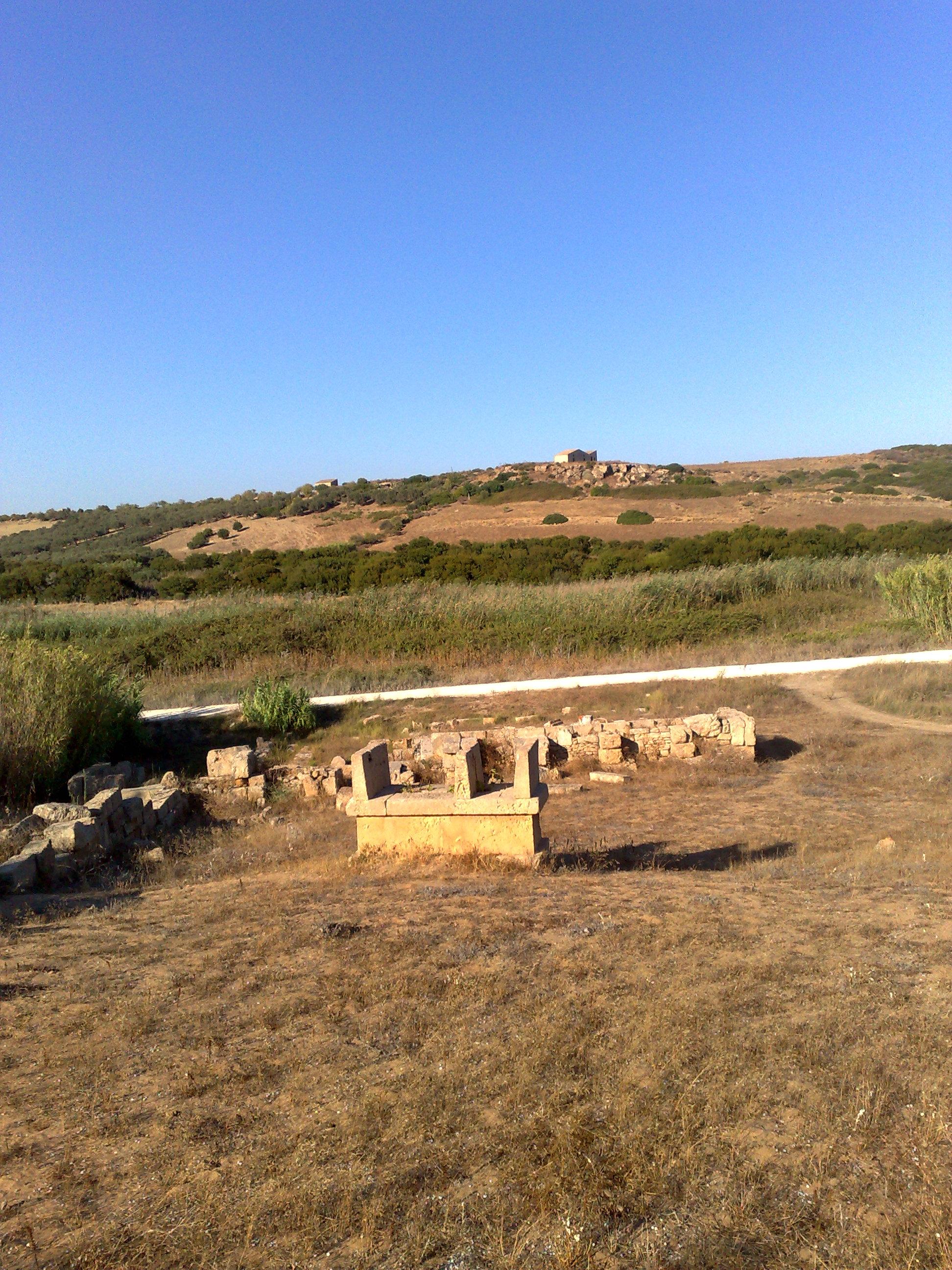
Überreste des Zeus-Meilichios-Tempels im Heiligtum der Demeter Malophoros in Selinunt

Relief des Zeus Meilichios in Gestalt einer Schlange aus Eteonos in Böotien

Zeus Meilichios steht sowohl wegen seiner Ikonographie als auch wegen seines Kultes beispielhaft dafür, wie die „Kombination von Gott und Epitheton eine quasi-autonome Identität annehmen konnte“.
Sein Kult ist durch hunderte Belege in nahezu der ganzen griechischen Welt bezeugt. In Weihungen wird sein Name manchmal auf Meilichios verkürzt oder er wird wie in Lebadeia Daimon Meilichios genannt, auf einer Votivgabe aus Thespeia ist er sogar mit der weiblichen Form Meiliche verbunden.
Sein Kult ist durch zwei Besonderheiten gekennzeichnet: Zum einen sind ihm geweihte Tempel äußerst selten, zu den wenigen Beispielen zählen sein Tempel im Heiligtum der Demeter Malophoros in Selinunt oder ein Tempel des Iuppiter Meilichios in Pompeji, zum anderen sind keine ihm geweihten Feste bekannt, mit Ausnahme der attischen Diasia, die ihrerseits eine Besonderheit unter den griechischen Festen darstellt. Obwohl sich Teilnehmer aus ganz Attika zu dem Fest einfanden, wurde es nicht von der Polis Athen finanziert und auch nicht von den Festteilnehmern gemeinsam gefeiert. Vielmehr wurde es von vielen kleinen Gruppen zur gleichen Zeit am gleichen Ort unabhängig voneinander begangen. An verschiedenen Orten Griechenlands wurden Weihegaben gefunden, die inschriftlich an einen Zeus Meilichios einer Familie oder gar an einen Zeus Meilichios einer Einzelperson gerichtet sind, sodass davon ausgegangen wird, dass er von Familien oder familienähnlichen Gemeinschaften verehrt wurde, die je ihren eigenen Zeus Meilichios verehrten. Seine Opfer bestanden aus Brandopfern, Gaben ohne Libation, die für die griechische Kultpraxis untypisch waren, und möglicherweise fleischlosen Gaben.
Nach Pausanias und Plutarch erscheint er mit der Reinigung verbunden, insbesondere der von Blutschuld, Xenophon nennt ihn den Bringer des Wohlstands.
Auf Weihereliefs wird Meilichios oft als riesige Schlange dargestellt. Auf Darstellungen, die ihn in menschlicher Form zeigen, trägt er als Zeichen des Wohlstands häufig ein Füllhorn. Inschriftlich wird er gelegentlich mit Unterweltsgottheiten wie den Eumeniden, der Enodia oder den Tritopatores in Beziehung gebracht, ohne jedoch selbst als Totengott zu gelten.

## Theoi Meilichioi
Als Theoi Meilichioi (θεοὶ μειλίχιοι) wird eine Gruppe anonymer Gottheiten benannt, deren Kult im westlichen Lokris und in Theben in Thessalien nachweisbar ist. Phlegon von Tralleis erwähnt sie in seinen Olympiades als Orakelgottheiten. Die einzige überlieferte Information zu ihrem Kult ist, dass das Opfer für die lokrischen Theoi Meilichioi in der Nacht stattfand und vor Anbruch des Tages beendet sein musste.

## Weitere Gottheiten
Neben Zeus und den Theoi Meilichioi ist die Verwendung des Epithetons für den Kult folgender Gottheiten bezeugt:
- Dionysos auf Naxos[18]
- Athene in Epidauros neben Zeus Meilichios[19] und in Metapontum[20]
- Hera in Hierapytna neben Zeus Meilichios[21]
- möglicherweise die Nymphen in Astypalaia (Lesung unsicher)[22]

In der antiken Literatur erscheinen zudem Leto, Hypnos, die Musen, Tyche und Aphrodite mit dem Beinamen Meilichios bzw. Meilichia. Über die Kultformen der einzelnen Götter ist nichts bekannt.